# Os Anais de Primavera e Outono

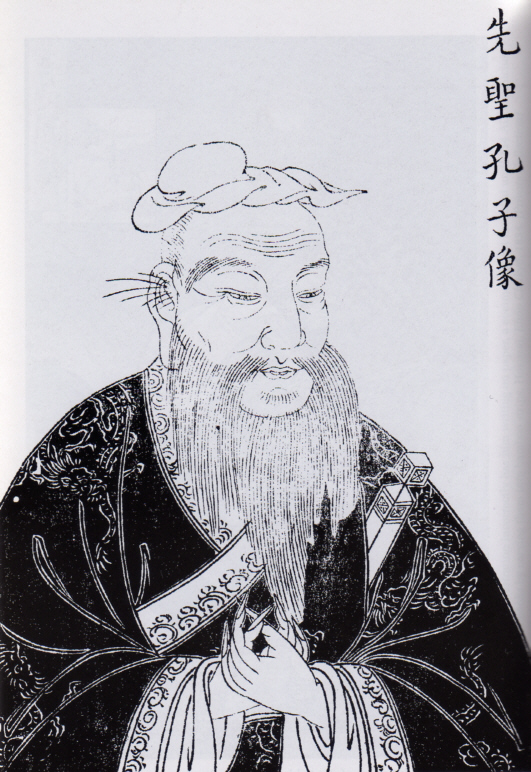
Retrato de Confúcio como erudito. Dinastia Qing.

Os Anais de Primavera e Outono (chinês: 春 秋; pinyin: Chūnqiū) é uma das mais antigas crônicas históricas chinesas, atribuída tradicionalmente a Confúcio, no período de 770 a.C. a 476 a.C., durante a Dinastia Zhou, e incluído na lista dos Cinco Clássicos.
Trata-se de uma relação de acontecimentos que relata o reinado dos doze duques do estado de Lu, de 722 a.C. a 481 a.C., ordenados por estações (daí o seu nome).

## Primaveras e outonos
Não há prova alguma da autoria dos Anais de Primavera e Outono, mas tanto a tradição, que se remonta até Mêncio, no século IV, assim como os trabalhos aos que Confúcio se dedicava tornam provável que fosse ele o que contribuísse ou finalizasse o texto. 
Chengley diz n´A história de Confúcio que este considerava os primeiros anos de Zhou ocidental como o melhor tempo, o modelo para mudar a sociedade do seu tempo. Por isso e para preparar os seus seguidores na distinção do correto e do incorreto, Confúcio reuniu sistematicamente todos os registros históricos soltos, começando por volta de 722 a.C. (ano em que começou o duque Yin de Lu) até 481 a.C. (décimo quarto ano do reino do duque Ai de Lu).
A crônica dá nome a todo o período coberto pelos anos que registra, ainda sob a soberania da dinastia Zhou, e consiste numa anotação minuciosa de nascimentos, matrimônios e mortes, sequência de governantes, vitórias e derrotas, secas, fomes, inundações, eclipses... mas sem qualquer comentário que interprete explicitamente os dados. Isto faz que a "exemplaridade" da obra resulte ser enigmática para o leitor moderno; a sua virtude "dissuasória" derivaria do julgamento da posteridade para as maldades cometidas que registrava.

### Comentários
Entre os clássicos do confucianismo contam-se três comentários aos Anais de Primavera e Outono: o Zuo Zhuan (Comentário de Zuo), o Gongyang Zhuan (Comentário de Gongyang) e o Guliang Zhuan (Comentário de Guliang).